# باشگاه فوتبال هیبرنین
باشگاه فوتبال هیبرنین (به انگلیسی: .Hibernian F.C) باشگاه فوتبال اسکاتلندی است که در شهر لیت قرار دارد و هم‌اکنون در لیگ برتر فوتبال اسکاتلند بازی می‌کند.
این باشگاه در سال ۱۸۷۵ تأسیس شده‌است.